# Who the Hell Is Edgar?
Who the Hell Is Edgar? è un singolo delle cantanti austriache Teya e Salena, pubblicato l'8 marzo 2023.

## Promozione
Il 31 gennaio 2023 l'emittente radiotelevisiva austriaca ORF ha annunciato di avere selezionato internamente Teya e Salena come rappresentanti nazionali all'Eurovision Song Contest 2023 a Liverpool. Il successivo 8 marzo Who the Hell Is Edgar? è stato annunciato come loro brano eurovisivo e pubblicato in digitale. Nel maggio successivo, dopo essersi qualificate dalla seconda semifinale, Teya e Salena si sono esibite nella finale eurovisiva, dove si sono piazzate al 15º posto su 26 partecipanti con 120 punti totalizzati.

## Tracce
Testi e musiche di Pele Loriano, Ronald Janeček, Selina-Maria Edbauer e Teodora Špirić.
1. Who the Hell Is Edgar? – 2:39

## Classifiche
| Classifica (2023) | Posizione massima |
| ----------------- | ----------------- |
| Austria           | 4                 |
| Finlandia         | 20                |
| Grecia            | 26                |
| Irlanda           | 67                |
| Islanda           | 12                |
| Lituania          | 10                |
| Polonia           | 51                |
| Regno Unito       | 48                |
| Svezia            | 79                |